# 126247 Laurafaggioli
126247 Laurafaggioli este o planetă minoră (asteroid) din centura de asteroizi. A fost descoperită pe 9 ianuarie 2002 la  de . 
Obiectul prezintă o orbită caracterizată de o semiaxă mare de 2,45170578057 UAi, o excentricitate de 0,075890329298056, o înclinație de 9,686854071413 ° în raport cu ecliptica.